# Anthela roberi
Anthela roberi is een vlinder uit de familie van de Anthelidae. De wetenschappelijke naam van de soort is voor het eerst geldig gepubliceerd in 1934 door Friedrich Wilhelm Niepelt.